# Yellow Submarine (singel)
Yellow Submarine – piosenka zespołu The Beatles, napisana przez Paula McCartneya (oficjalnie Lennon/McCartney), zaśpiewana przez Ringo Starra. Utwór został umieszczony na płycie Revolver oraz na albumie o tej samej nazwie – Yellow Submarine.
Singel został wydany 5 sierpnia 1966 pt. „Yellow Submarine” / „Eleanor Rigby”. Piosenka 18 sierpnia 1966 osiągnęła 1. miejsce na liście przebojów w Wielkiej Brytanii, gdzie utrzymywała się przez cztery tygodnie.

## Podział ról
- Ringo Starr – wokal, perkusja
- Paul McCartney – wokal wspierający, bas
- John Lennon – wokal wspierający, gitara akustyczna
- George Harrison – wokal wspierający, tamburyn
- Mal Evans – wokal wspierający, bęben wielki
- George Martin – wokal wspierający, producent
- Geoff Emerick – wokal wspierający, inżynier dźwięku
- Neil Aspinall – wokal wspierający
- Alf Bicknell – efekty dźwiękowe
- Pattie Harrison – wokal wspierający
- Marianne Faithfull – wokal wspierający
- Brian Jones – wokal wspierający, efekty dźwiękowe